# Giovanni Preziosi
Giovanni Preziosi (Torella dei Lombardi, 24 ottobre 1881 – Milano, 27 aprile 1945) è stato un politico italiano, nonché ministro, pubblicista e traduttore, noto in epoca fascista per il suo fervente antisemitismo.

## Biografia

### Le origini e il soggiorno in Germania
Cresciuto in una famiglia benestante, primo di sette fratelli, Preziosi ricevette un'educazione cattolica, poi, dopo essersi laureato in filosofia, prese gli ordini religiosi a Napoli e poco dopo divenne parroco. Nel 1909 entrò nell'Opera Bonomelli come aspirante missionario, fu inviato in Vestfalia, a Bochum, ove l'Opera aveva un segretariato, e ivi si trattenne per cinque mesi, nei quali ebbe tempo di accendere un asperrimo contrasto con il locale console italiano e guadagnare la perdita del gradimento da parte dell'Opera stessa.

### Abbandono della vita consacrata
Si spretò nel 1911 e, dopo essersi spogliato della tonaca, sposò Valeria Bertarelli, con la quale avrebbe anni dopo ricevuto in adozione un figlio. Finché fu sacerdote, si occupò di persone in difficoltà, di emarginati in generale, scrivendo tesi sull'argomento dell'emigrazione, fortissima ad inizio secolo, che portava milioni di persone a cercare migliori opportunità altrove. In virtù di questi studi fondò la rivista, La vita italiana all'estero nel 1913, che fu pubblicata fino al 1943.

### Impegno politico
Date le sue posizioni successive, e malgrado il carattere episodico del fatto, va menzionato che nel 1913 sostenne la candidatura alla Camera di Giovanni Miranda, radicale noto poiché esplicitamente massone. In favore del candidato, presentatosi per il collegio elettorale di Sant'Angelo dei Lombardi, Preziosi scrisse su L'ora irpina: "È proprio vero che in questa lotta si battono i cattolici contro i massonici e viceversa? [...] Non si preoccupino o rallegrino i Vescovi; non si preoccupino i venerandi sacerdoti [...] la fede e la religione non patiranno né guadagneranno nulla con questi candidati. Il prof. Miranda non affiggerà proclami con triangoli [...] Egli arriva in mezzo a noi fiero e forte del merito scientifico, della sua anima piena di altruismo silenzioso e sincero, e del programma di redenzione morale e finanziaria delle nostre contrade".
Aderì alla nascente Lega Democratica Nazionale, movimento guidato da Romolo Murri, sacerdote sospeso a divinis nel 1909 e poi scomunicato nel 1909 da Papa Pio X e considerato da alcuni il massimo ideologo e punto di riferimento, insieme a Filippo Meda, dei democratici cristiani del tempo.

### Il nazionalista e l'antisemita
Con l'avvento del primo conflitto mondiale, Preziosi si schierò nettamente a favore dei nazionalisti-interventisti, costituendo pure, in coabitazione con Maffeo Pantaleoni, uno dei primi Fasci parlamentari di difesa nazionale ed entrando in contatto con Benito Mussolini. Finita la guerra, Preziosi agevolò la diffusione dei Protocolli dei Savi di Sion, traducendoli per la prima volta in italiano dall'edizione inglese, assumendo atteggiamenti apertamente antisemiti e denunciando presunti legami tra massoneria, ebraismo e bolscevismo.
Il 26 luglio 1922 ebbe un incontro a Milano con alcuni esponenti dell'antisemitismo tedesco, e nell'agosto successivo scrisse un articolo, intitolato Gli Ebrei, la passione e la resurrezione della Germania, che lo stesso autore ebbe a celebrare nel 1941 dicendo che in esso sarebbero stati da scorgere "i concetti sui quali l'Italia fascista e la futura Germania nazional-socialista potevano trovare la base per la loro amicizia".

### Adesione al fascismo

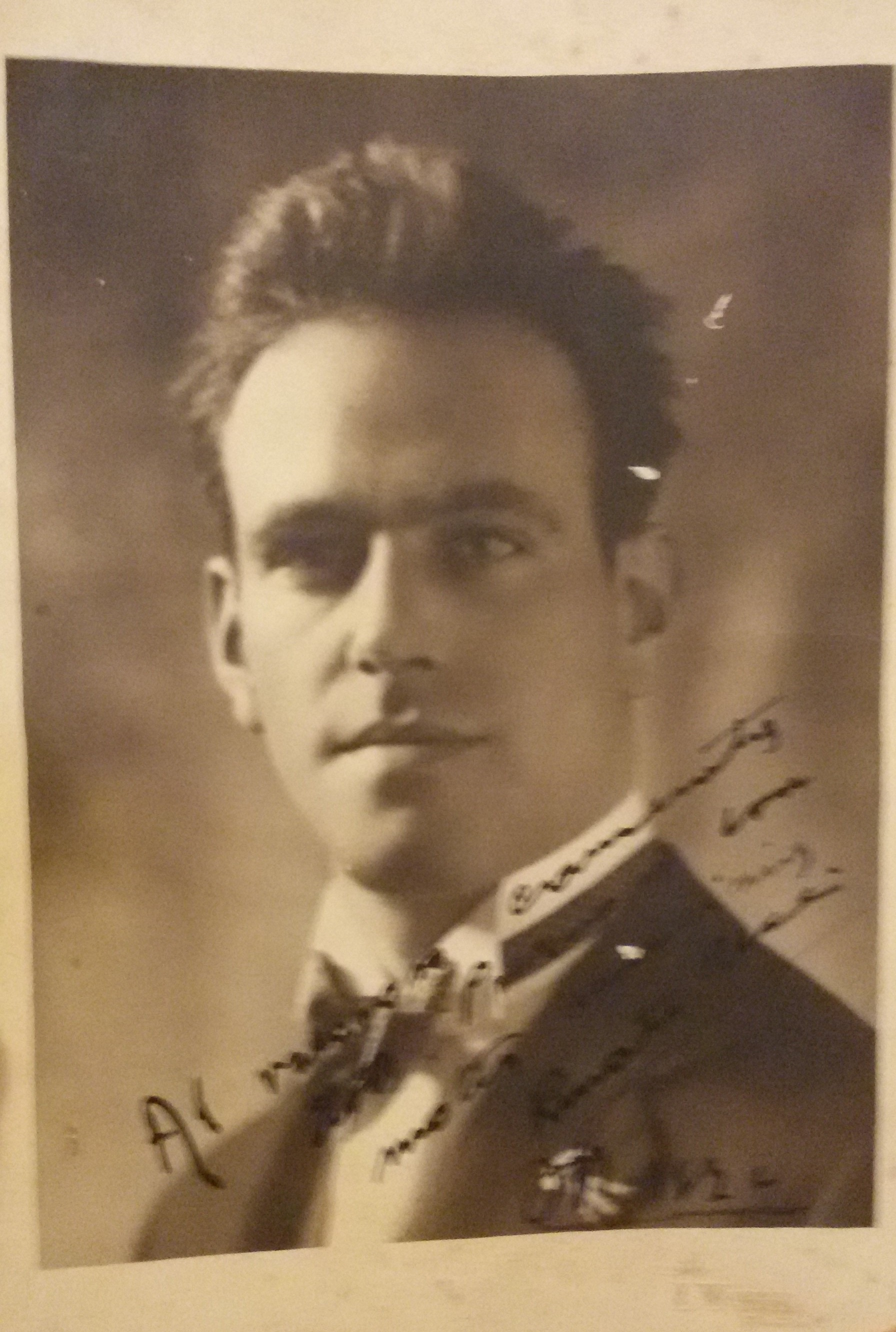
Dedica autografata a Giovanni Preziosi del Sen. Rolandi Ricci: "Al nostro camerata Dott. Preziosi con molta amicizia"

Aderì presto al fascismo, nel quale fu spesso sostenitore di Roberto Farinacci, interpretando il regime - che gli diede l'opportunità di operare nel settore economico e culturale del governo - come l'unica soluzione contro il bolscevismo. Attaccò pesantemente, dalle pagine de La vita italiana, la Banca Commerciale Italiana, poiché questa aveva tra i suoi più alti dirigenti gli ebrei Otto Joel, Giuseppe Toeplitz e Federico Weil. Nel 1923 fu incaricato dal Gran Consiglio del Fascismo di coadiuvare Ettore Tolomei nello stendere i Provvedimenti per l'Alto Adige, tesi all'italianizzazione forzata della Provincia di Bolzano allora ancora quasi esclusivamente germanofona.
Si applicò a scrivere in favore dell'irrobustimento del regime, giungendo ad affermare che "Né quando si parla di consenso, il fascismo vuole che questo si manifesti facendo diventare tutti fascisti. Tutt'altro. Oggi tutti sono diventati fascisti". Non pago dello sconcerto così suscitato, nel 1924 parlò al congresso fascista di Napoli, leggendo una sua relazione sul Mezzogiorno e sostenendovi che era inutile "un ennesimo programma" per il suo rinnovamento economico, dato che "nessun paese è mai progredito per opera e virtù del proprio governo". Propose però modifiche concrete, fra le quali le bonifiche dei siti palustri. A proposito di bonifiche, il 5 giugno 1923 il Tribunale di Roma lo aveva condannato per diffamazione in danno della Società per la bonifica delle Paludi Pontine.
Dal 1923 al 1929 fu proprietario e direttore del quotidiano Il Mezzogiorno. In una relazione della polizia politica del 24 agosto 1923, il fatto fu interpretato come uno dei passaggi di una manovra di "capi fascisti delle diverse città d'Italia" al fine di "impressionare, stancare, disgustare S.E. Mussolini, per fargli abbandonare il potere, in modo da prendere loro la successione. Non è estraneo a questo movimento il prof. Preziosi". L'acquisizione della testata, secondo l'estensore del rapporto, "fa parte di tutto un piano, a cui non è estranea la Banca Commerciale". Fondata o meno che fosse la relazione (il prefetto di Napoli la valutò infondata il successivo 3 ottobre), fu solo la prima di una lunga serie di lettere (anonime e non), memorie e relazioni di polizia nelle quali la lealtà di Preziosi fu severamente messa in dubbio.
Al riparo della potente copertura politica di Farinacci, Preziosi manifestò in diverse occasioni la necessità di una critica contro presunti "pseudo-fascisti", "fascisti dell'ultim'ora" e "falsi amici" di Mussolini, del quale implicitamente sottolineava l'incapacità di accorgersene. Non sorprende perciò che l'interessato se ne sia avuto a male e il 22 febbraio 1926 gli abbia chiesto in termini ultimativi di rivelare i nomi degli antifascisti che secondo un ennesimo attacco generico avrebbero lavorato in prefettura. Poco tempo dopo Mussolini ricevette invece missive della Bertarelli, ancora non sposata con l'ex prete, che denunciavano presunti complotti ai danni del marito, il quale chiedeva udienza.
Dal 1929 in avanti, seguendo la formazione e la crescita di una sorta di fronda intellettuale raccoltasi intorno alla rivista "Irpinia", Preziosi iniziò una sua virulenta battaglia personale contro questa compagine non completamente conforme all'ortodossia dottrinale fascista e contro la federazione di Avellino. Ne ebbe in risposta attacchi non meno vigorosi, anche nella forma di memorie inviate al Duce anonime (Medaglioni del prete Preziosi Giovanni) o firmate (Aristide Greco, Vita morte e miracoli di D.Giovanni Preziosi, direttore de "Il Mezzogiorno").
Tuttavia, né il PNF né più in generale l'opinione pubblica concessero al Preziosi i riconoscimenti sperati, in virtù dell'indifferenza italiana verso la questione razziale e soprattutto della diffidenza verso la nascente Germania nazista; questi invece nel 1932 e nel 1933, all'affermazione di Adolf Hitler, scrisse numerosi articoli di aperta esaltazione del nazismo e dell'antisemitismo.
Le posizioni mutarono con l'avvicinamento politico dell'Italia fascista al Terzo Reich. Nel 1938 Preziosi fu tra i firmatari del Manifesto della razza e con la promulgazione delle leggi razziali fasciste divenne un personaggio di spicco nell'orbita dello Stato, ricoprendo ruoli ministeriali. Silvio Bertoldi scriverà: "Sono anni di gloria per Preziosi. Il partito per ricompensarlo del suo zelo e dietro pressioni di Farinacci, lo ha fatto nominare Ministro di Stato"; Giorgio Bocca riporta uno sfogo del Ministro degli Interni Guido Buffarini-Guidi a Mussolini durante gli anni di Salò: L'amarezza di Buffarini è forte, il 5 marzo scrive ancora al Duce "contro quei vigliacchi straccioni che lo hanno accusato", soprattutto "l'innominabile ex-Ministro di Stato Giovanni Preziosi".

### La guerra e la RSI
Durante la seconda guerra mondiale attaccò Pietro Badoglio, che considerava "centro della massoneria nell'esercito" e nel 1942 fu nominato ministro di Stato, carica puramente simbolica senza alcun effettivo incarico. Un piccolo ruolo lo ebbe anche nella vicenda del 25 luglio 1943, avendo preavvertito il Duce che l'eventuale convocazione del Gran Consiglio avrebbe comportato il "suicidio del fascismo"; questi termini Mussolini avrebbe poi usato a conclusione della seduta.
Il 26 luglio giunse in Germania per un incontro già fissato (probabilmente con Alfred Rosenberg) ma appena giunto fu portato al cospetto di Hitler. Sostenne presso il Führer la poca convinzione dimostrata da alcuni membri del governo nella repressione ebraica, in particolare Guido Buffarini Guidi che definì "amico degli ebrei e massone" lamentandosi pure di Mussolini visto ormai come privo di forze. Hitler lo ritenne tuttavia assolutamente incapace, insieme ad altri gerarchi italiani rifugiatisi in Germania (fra cui Alessandro Pavolini, Renato Ricci e Roberto Farinacci) di rifondare il fascismo in Italia, ripiegando nuovamente su Mussolini. Anche dopo la costituzione della Repubblica Sociale Italiana rimase in Germania dove cominciò una dura campagna contro il nuovo governo fascista repubblicano attraverso Radio Monaco, in particolare contro Buffarini Guidi. Ai primi di dicembre rientrò brevemente in Italia per un incontro con Mussolini.

### Ispettore generale per la razza
(Renzo De Felice)
Le gerarchie italiane della RSI gli furono sempre ostili, considerandolo un soggetto fanatico e vendicativo ossessionato da ebrei e massoni; anche l'alto comando tedesco in Italia lo guardava con sospetto: nota acutamente Renzo De Felice che «pressoché tutto il vertice italiano [gli] era ostile...considerandolo un fanatico che...vedeva ebrei e massoni dappertutto e desiderava fare le proprie vendette [...] Preziosi era guardato con sospetto anche dai vertici militari tedeschi in Italia e dalla RuK...».
Dal 15 marzo 1944 ricoprì il ruolo di "Ispettore generale per la demografia e la razza" (che Mussolini aveva creato quel giorno a Desenzano del Garda), pur con il vincolo che l'Istituto resti alle dipendenze della Presidenza del Consiglio: in questa veste egli arrivò a sostenere la necessità di uno speciale corpo di vigilanza, la Super polizia con compiti di fermo giudiziario. Quello stesso giorno presentò un progetto di legge che intendeva estendere il concetto di razza ebraica a un maggiore numero di cittadini italiani: ciò avrebbe comportato la perdita della cittadinanza italiana anche a persone che in base alle leggi razziali del 1938 erano state dichiarate ariane.
La legge non fu approvata per la sostanziale opposizione dei vertici della RSI e del Ministro degli Interni Guido Buffarini Guidi. Un analogo provvedimento riguardante la massoneria proposto da Preziosi nel mese di agosto fu respinto. Già nel settembre del 1944 l'ispettorato era stato svuotato da tutte le sue funzioni sottraendogli innanzitutto la parte relativa alla Demografia, in seguito tutte le altre funzioni mantenendo solo quelle legislative.

### La morte

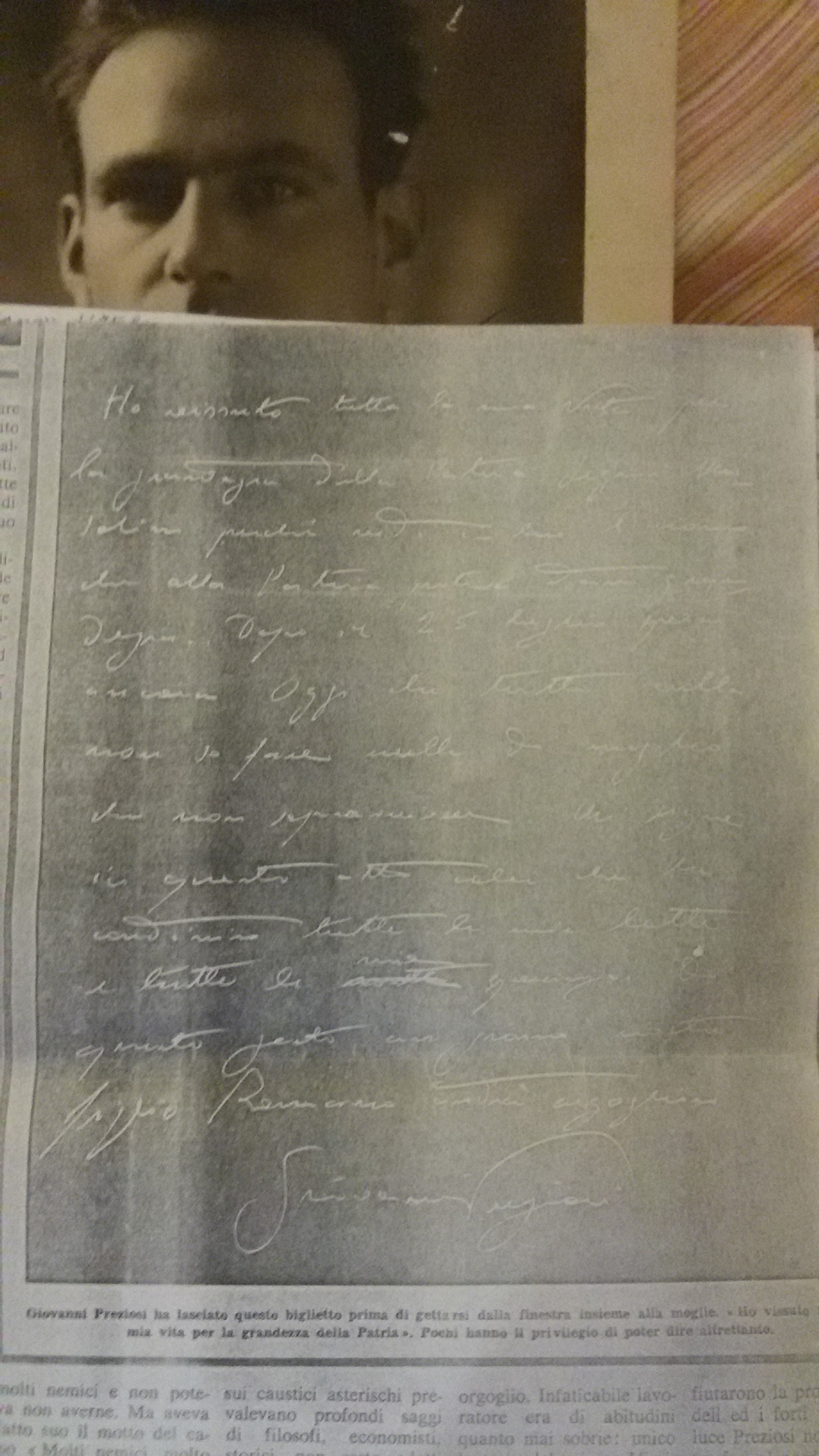
Lettera di Giovanni Preziosi lasciata prima del suicidio in corso Venezia.

Nelle prime ore del mattino del 26 aprile 1945 alcune auto provenienti da Desenzano del Garda viaggiavano a forte velocità alla volta di Milano, ma nei pressi di Crescenzago venne intimato l'alt alla prima auto, una Lancia Aprilia della famiglia Preziosi. Gli uomini della banda Mustaccia obbligarono i passeggeri a scendere e li schierarono contro il muro di un cascinale, ma frattanto era sopraggiunta la seconda macchina, dal cui finestrino il nipote del senatore Vittorio Rolandi Ricci, poco più che adolescente, fece fuoco sui partigiani. Questi per difendersi furono costretti a rispondere al fuoco e il giovane Rolandi Ricci fu colpito e ucciso. Giovanni Preziosi, la moglie e il figlio riuscirono a fuggire attraverso i campi. Tutto ciò che possedevano era rimasto in mano agli uomini di Mustaccia, l'Aprilia, due bauli, numerose valigie e una borsa contenente 100.000 lire e importanti documenti.
Raggiunta Milano in uno scenario di vie semi-deserte e palazzi duramente danneggiati dai bombardamenti incombeva un silenzio rotto soltanto da raffiche di mitra a due passi delle pattuglie di uomini armati che percorrevano le vie. I Preziosi poterono trovare rifugio in casa di amici fidati, ma la mattina del giorno successivo due corpi insanguinati giacevano sul marciapiedi di Corso Venezia. Giovanni Preziosi e la moglie Valeria si erano tolti la vita gettandosi da una finestra del quarto piano. Nella sua lettera di commiato Giovanni Preziosi scrisse:
(Giovanni Preziosi, Meridiano d'Italia - Milano - 31 maggio 1959)

## Opere
- Il problema dell'Italia d'oggi, Milano-Palermo, Sandron, 1907.
- La tutela dell'emigrazione e la Riforma degl'Istituti di protettorato negli Stati Uniti del Nord, Roma, Unione Cooperativa Editrice, 1908.
- L'emigrazione, Avellino, Tipo-litografia Pergola, 1909.
- Gli Italiani negli Stati Uniti del Nord, Milano, Libreria Editrice Milanese, 1909.
- Riforma della Legge sugli infortuni invocata negli Stati Uniti dall'"Ufficio italiano del lavoro", Roma, Unione Cooperativa Editrice, 1909.
- La Dante Alighieri e l'emigrazione italiana negli Stati Uniti, Roma, Libreria editrice romana, 1911.
- L'inchiesta sul mezzogiorno e l'emigrazione negli Stati Uniti, Roma, Unione Ed., 1911.
- La disoccupazione. Appunti sui metodi per la rilevazione statistica, Milano-Palermo, Sandron, 1912.
- La Banca commerciale e la penetrazione tedesca in Francia e in Inghilterra, Roma, Tip. Italia, 1915.
- La Germania alla conquista dell'Italia, Firenze, Libreria della Voce, 1915; 1916.
- Cooperativismo rosso piovra dello stato, Bari, Laterza, 1922.
- Uno Stato nello Stato. La Cooperativa Garibaldi della gente di mare, Firenze, Valecchi, 1922.
- Introduzione e Appendice a Sergeij Aleksandrovich Nilus, L'internazionale ebraica. I protocolli dei savi anziani di Sion, Roma, La vita italiana, 1938.
- Come il giudaismo ha preparato la guerra, Roma, Tumminelli, 1940.
- Giudaismo, bolscevismo, plutocrazia, massoneria, Milano, Mondadori, 1941; rist. 1943.
- Il Giudaismo ha voluto questa guerra, in AA. VV., Gli ebrei hanno voluto la guerra, Roma, s.n., 1942.